# Arcestes
Arcestes – rodzaj głowonogów z wymarłej podgromady amonitów, z rzędu Ceratitida.
Żył w okresie triasu (karnik - retyk).
Gatunki:
- A. pacificus
- A. intuslabiatus
- A. binacostomus

## Galeria

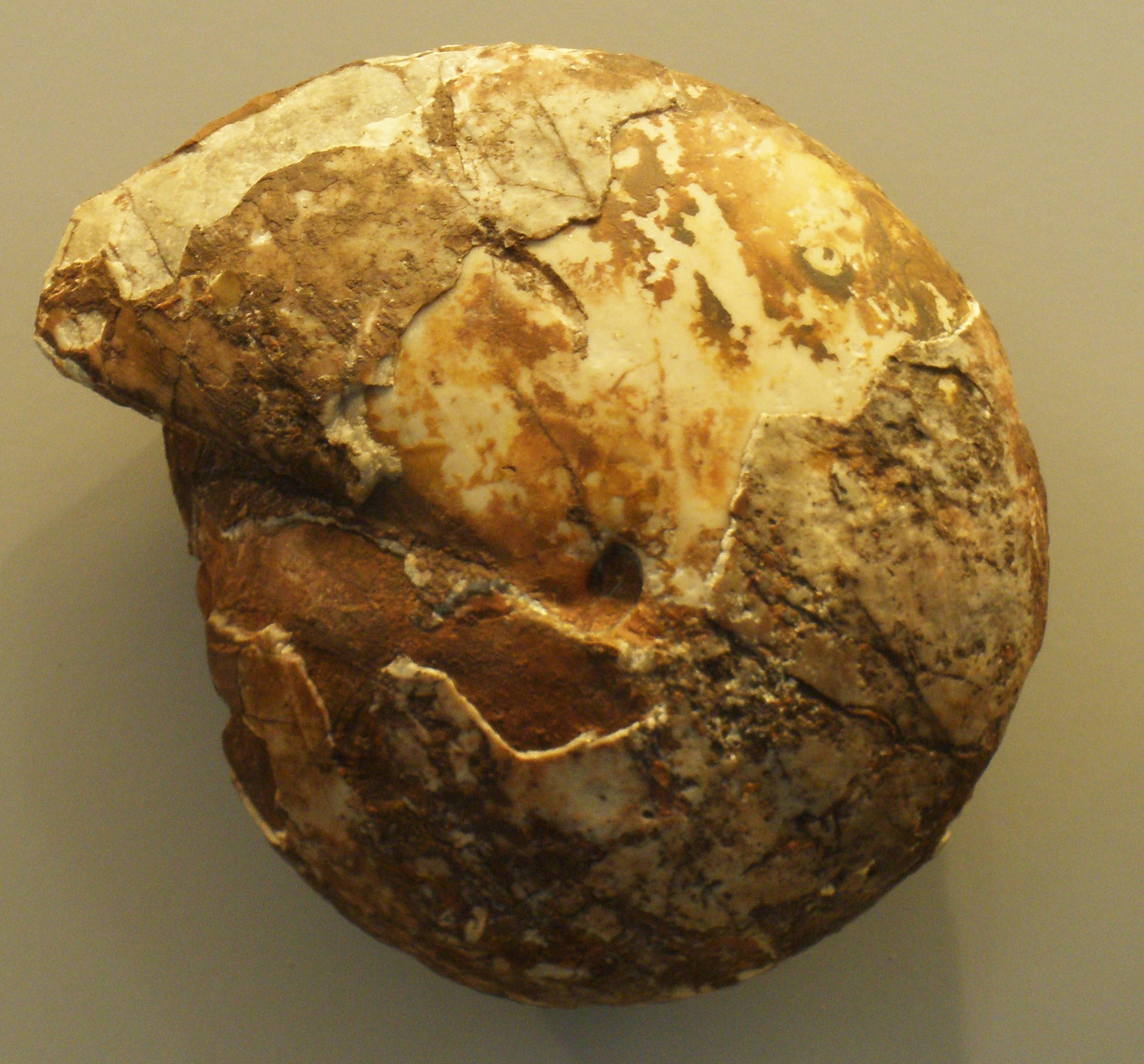
Okaz muzealny gatunku Arcestes
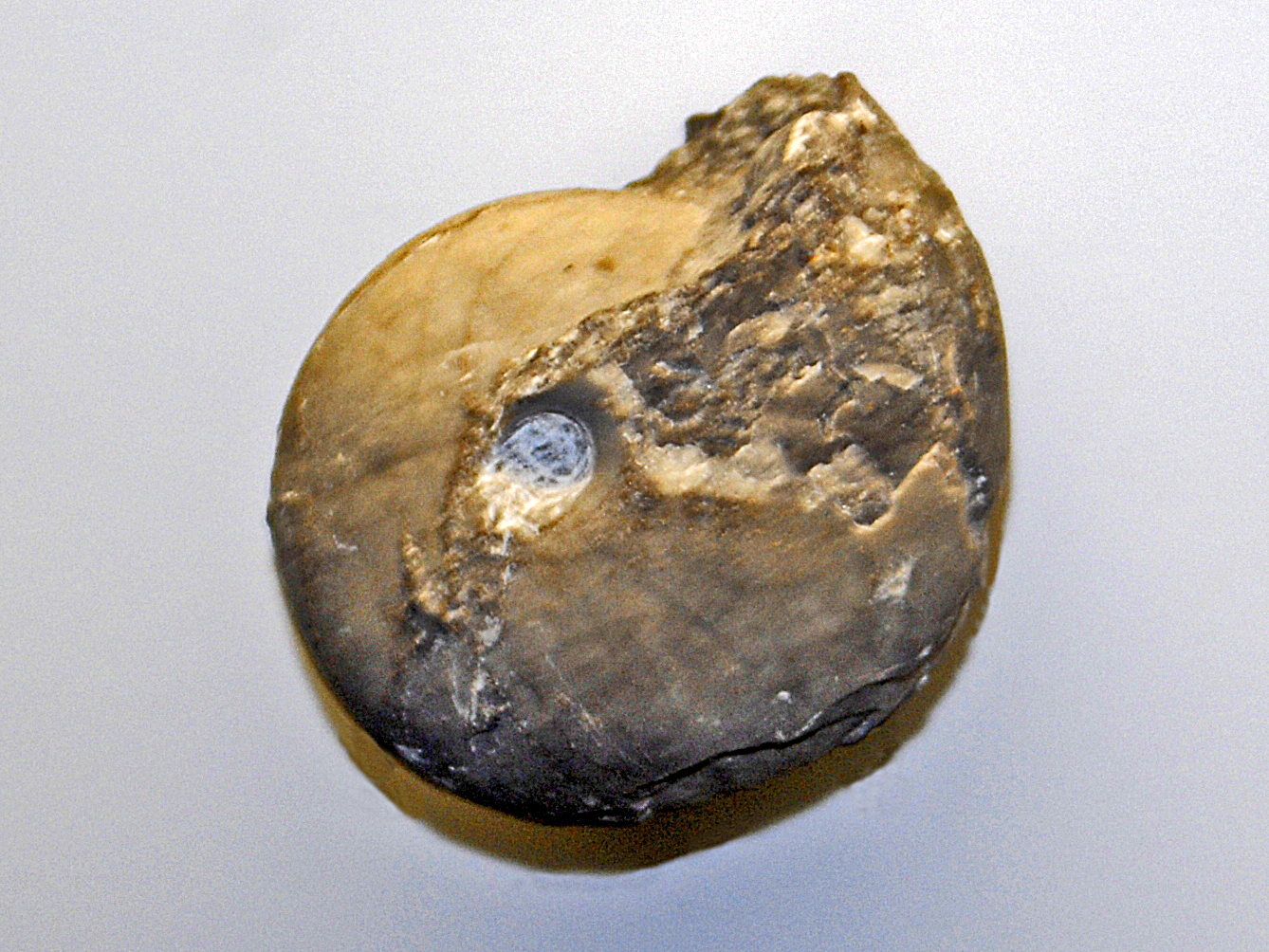
Okaz muzealny gatunku Arcestes